# Storaarhus
Storaarhus er en ældre betegnelse for det byområde, der omfattede Aarhus med forstæder/satellitbyer.
ligesom Storkøbenhavn, begrænser Storaarhus sig ikke til kommunegrænsen i Aarhus Kommune, især ikke i perioden før kommunesammenlægningen i 1970. Eksempelvis hed Aarhus Civilforsvar, en forløber for det nuværende Aarhus kommunale beredskab, i perioden 1949 - 1993 'Civilforsvarskommissionen for Storaarhus'og omfattede både Aarhus Kommune samt flere af de omkringliggende sognekommuner.
Betegnelsen ses af og til stadigt, eksempelvis i forbindelse med lokalafdelinger af foreninger, samt i daglig tale.
Aarhus kommune benytter den stadigt i visse sammenhænge, eksempelvis i forbindelse med indsatsplaner til drikkevandsbeskyttelse

## Fremtidsvisioner
Aarhus Kommune lægger dog i en ny erhvervshandlingsplan op til at afgrænsningen af området inden for de kommende år vil omfatte et langt større område af Øst- og Midtjylland. Det forudses, at området vil strække sig fra Randers over Silkeborg, Herning, Horsens og Vejle med Aarhus by som regionalt centrum  og hermed få status af millionbysagtig region.
Erhvervslivet anser allerede Aarhus og de omliggende byer som kommunen i mere eller mindre grad er vokset sammen med som en samlet region, under det lidt mere internationalt klingende 'Business Region Aarhus'

## Fodnoter
1. ↑  "Aarhus Kommune, Kort over Storaarhus". Arkiveret fra originalen 7. januar 2006. Hentet 9. februar 2009.
2. ↑  Indsatsplan Storaarhus, Aarhus Kommune, arkiveret fra originalen 1. november 2018, hentet 1. november 2018
3. ↑  Civilforsvaret for Storårhus
4. ↑  "Arkiveret kopi". Arkiveret fra originalen 4. marts 2021. Hentet 1. november 2018.
5. ↑  "Arkiveret kopi". Arkiveret fra originalen 1. november 2018. Hentet 1. november 2018.
6. ↑  "Jyllands Posten, Velkommen til Storaarhus". Arkiveret fra originalen 11. februar 2009. Hentet 9. februar 2009.
7. ↑  "Han vil skabe et Storaarhus : aarhusportalen.dk". Arkiveret fra originalen 24. juni 2016. Hentet 17. juni 2016.
8. ↑  Aarhus Stiftstidende, Aarhus er hovedstaden i østjysk millionby